# Бонилья, Соккоро
Мария дель Сокорро Мартинес Ортега (исп. Maria del Socorro Martines Ortega), более известная как Сокорро Бонилья (исп. Socorro Bonilla) (20 августа 1947, Камарго, Чиуауа, Мексика) — мексиканская актриса.

## Биография
Родилась 20 августа 1947 года в Камарго. В мексиканском кино дебютировала в 1968 году благодаря своему супругу Эктору Бонилья, и впоследствии приняла участие в 53 работах в кино, среди которых присутствуют и теленовеллы. В 1979 году снялась в культовом телесериале Богатые тоже плачут, где она исполнила роль медсестры Вирхинии, позже снялась в телесериалах Марисоль (Донья Росита Суарес), Золотая клетка (Донья Тере), Ад в маленьком городке (Инмасуада), Личико ангела (Донья Крус) и Два лица страсти (Хулия Виванко де Эскудеро) — указанные телесериалы с успехом прошли в РФ и во многих странах мира, вследствие чего актриса стала популярна во всём мире. Также актриса участвует и в театральных постановках. В 2014 году актриса посетила РФ, где побывала на съёмках телепередачи Сегодня вечером и встретилась с певцом Юрием Антоновым, с которым у актрисы был роман в 1986 году. Программа вышла в эфир 14 марта 2015 года.

## Личная жизнь
У Сокорро Бонилья есть братья и сёстры — все стали актёрами: Гонсало Мартинес Ортега, Альма Дельфина и Эванхелина Мартинес, также племянники, которые стали актёрами: Эванхелина и Роберто Соса, а также Марио Иван Мартинес. Дети от единственного брака с актёром Эктором Бонилья Леонор и Серхио также стали актёрами, однако личная жизнь у супругов не сложилась — супруги развелись, но она несмотря на развод оставила себе фамилию своего супруга. В 1986 году у актрисы был роман с советским и российским певцом Юрием Антоновым.

## Фильмография

### Телесериалы

#### Свыше 2-х сезонов
- 1985-2007 — Женщина, случаи из реальной жизни (17 сезонов)
- 2008-по с.д — Женщины-убийцы (3 сезона) — Норма.
- 2008-по с.д — Роза Гваделупе (6 сезонов) — Эстела.
- 2001-по с.д — Как говорится (6 сезонов)

#### Televisa
- 1968 — Руби — Медсестра.
- 1979 — Богатые тоже плачут — Медсестра Вирхиния.
- продолжение следует...

## Театральные работы
- 2013-15 — Сделано в Мексике[2].

## Награды и премии
Сокорро Бонилья была трижды номинирована на премии Bravo, ACPT и Ариэль, из которых в двух первых премиях она одержала победу.